# Crossopteryx
Crossopteryx es un género con tres especies de plantas con flores perteneciente a la familia Rubiaceae.

## Especies
- Crossopteryx africana
- Crossopteryx febrifuga (Afzel. ex G.Don) Benth. - cordobancillo de Cuba[1]
- Crossopteryx kotschyana